# Augustaanlage
Die Augustaanlage ist eine als Allee ausgebaute, vierspurige Straße in Mannheim, die als eine Hauptachse die Mannheimer Innenstadt über die Bundesstraße 37 mit der Bundesautobahn 656 im Osten verbindet.

## Verlauf
Die Augustaanlage verläuft zwischen dem Friedrichsplatz mit dem Mannheimer Wasserturm und der Stadteinfahrt am Europaplatz beim Planetarium Mannheim. Sie führt als östliche Ein- und Ausfallstraße den von der A 656 über die B 37 aus Richtung Heidelberg kommenden Straßenverkehr durch die Oststadt in die Innenstadt bzw. umgekehrt.

## Geschichte

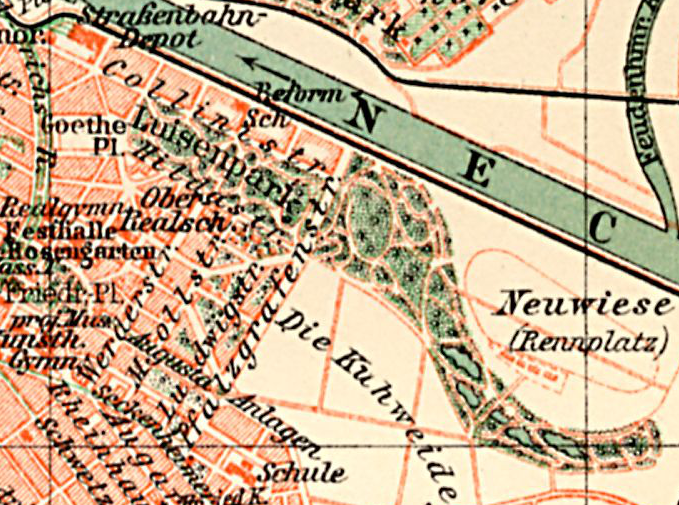
Stadtplanausschnitt von 1905 mit den Anfängen der Augustaanlage

Benannt wurde die Augustaanlage nach der Deutschen Kaiserin und Königin von Preußen, Augusta von Sachsen-Weimar-Eisenach. Der an den Friedrichsplatz angrenzende Teil entstand in den ersten Jahren nach 1900. Die Bebauung erfolgte von der Stadt aus nach Osten. Entsprechend verlaufen auch die Hausnummern. Die auf breitem Mittelstreifen zweireihig mit Platanen bepflanzte Allee wurde im Jubiläumsjahr 1907 (300 Jahre Stadt Mannheim) zur Internationalen Kunst- und großen Gartenbau-Ausstellung angelegt. Mit zunehmender Bebauung der Oststadt erfolgte der Ausbau der Straße bis Ende der 1920er Jahre nach Osten auf die heutige Länge. 1935 wurde in der Verlängerung die Reichsautobahn Mannheim–Heidelberg, heute A 656, neu eröffnet.
Die anfängliche Schreibweise mit Bindestrich (Augusta-Anlage) blieb über Jahrzehnte erhalten und wurde erst 1980 als Augustaanlage der Rechtschreibung angepasst.

## Gegenwart

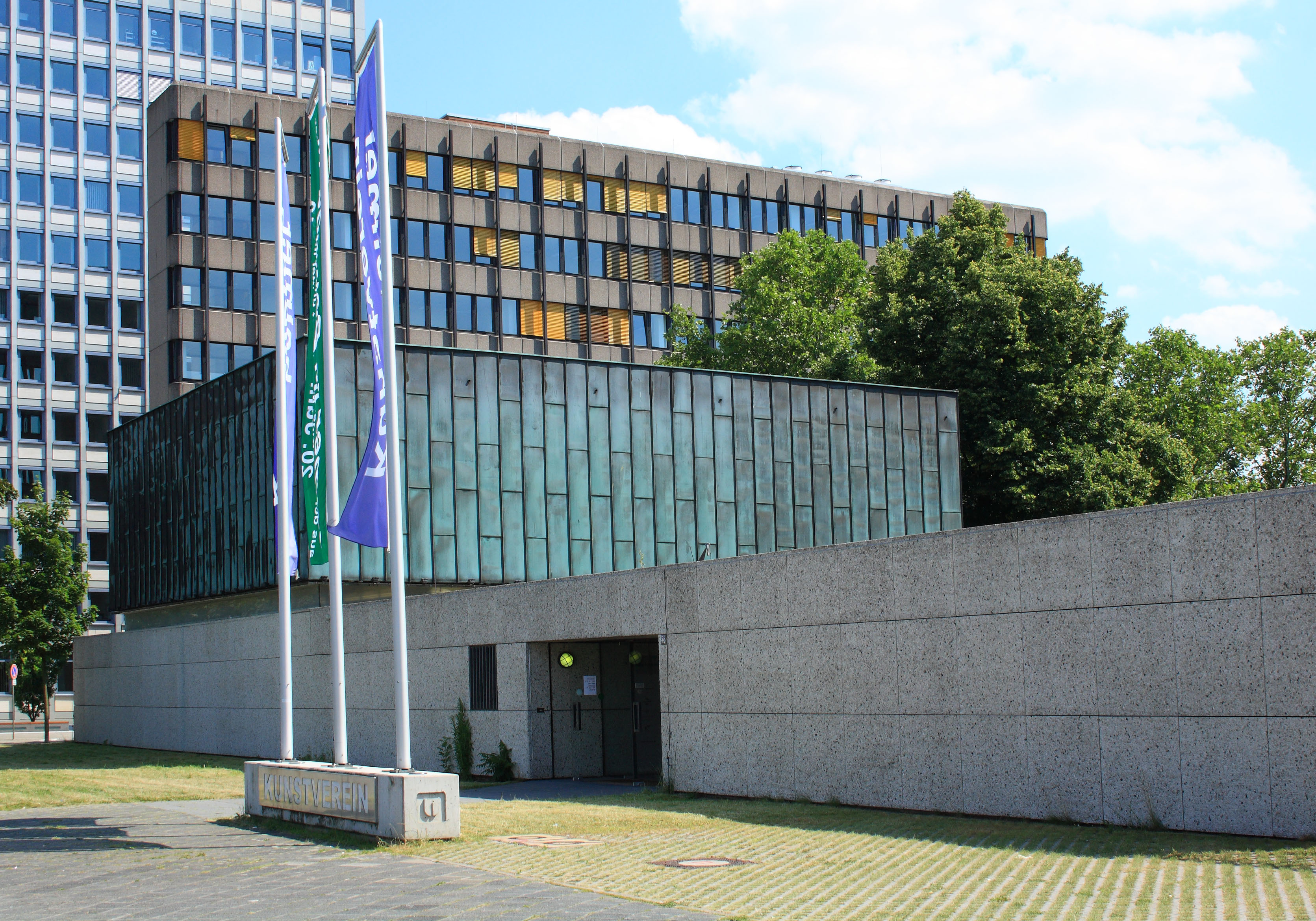
Der Mannheimer Kunstverein

Täglich nutzen rund 40.000 Autos diesen Weg in und aus der Innenstadt. In der repräsentativen Straße befinden sich mehrere bedeutende Unternehmen. Die Allee leistet mit ihrer Bepflanzung einen wichtigen Beitrag zur Klimaverbesserung in der Stadt.
Durch die Grünanlage der Allee führt die Kulturmeile Mannheim, in der zahlreiche zeitgenössische Plastiken aufgestellt sind. Weiterhin ist der Mannheimer Kunstverein, einer der ältesten deutschen Kunstvereine, in der Augustaanlage mit seinem Ausstellungsgebäude beheimatet.
Ab Frühjahr 2011 wurde eine teilweise Neugestaltung der Grünanlage mit durchgehendem mittlerem Flanierweg vorgenommen. Dabei wurde der alte Platanenbestand in mehreren Bauabschnitten gefällt und bis Sommer 2014 durch 228 Jungbäume ersetzt, nachdem die meisten der über hundertjährigen Platanen von der Pilzerkrankung Massaria befallen und nicht mehr zu erhalten waren. Die Finanzierung erfolgte durch eine auf drei Jahre angelegte Spendenkampagne. Mitte Mai 2015 wurde die umgestaltete Anlage eingeweiht.
Die Planetenallee Mannheim wurde 2025 angelegt.